# Mike Leigh
Mike Leigh (Salford, 20 de Fevereiro de 1943) é um escritor, diretor de cinema e diretor de teatro britânico.

## Filmografia e peças
- 2018 – Peterloo
- 2014  – Mr. Turner
- 2011 – Grief
- 2010 – Another Year
- 2008 – Happy go lucky
- 2004 – Vera Drake
- 2003 – Cinema16 (curta-metragem)
- 2002 – All or nothing
- 1999 – Topsy-Turvy
- 1997 – Career girls
- 1996 – Secrets & lies
- 1993 – Naked
- 1992 – Two Mikes don't make a wright
- 1992 – A sense of history (televisão) (curta-metragem)
- 1990 – Life is sweet
- 1988 – High Hopes
- 1987 – The Short and curlies (televisão) (curta-metragem)
- 1985 – Four days in July (televisão)
- 1984 – Meantime (televisão)
- 1982 – The Five minutes films (televisão) (curta-metragem)
- 1976 – Knock for knock (televisão) (curta-metragem)
- 1975 – The Permissive society (televisão) (curta-metragem)
- 1971 – Bleak moments

## Prémios e nomeações
- Recebeu duas nomeações ao Óscar de Melhor Diretor, por "Secrets & lies" (1996) e "Vera Drake" (2004).
- Recebeu quatro nomeações ao Óscar de Melhor Roteiro Original, por "Secrets & lies" (1996), "Topsy-Turvy" (1999),  "Vera Drake" (2004) e "Another Year" (2011).
- Recebeu uma nomeação ao BAFTA de Melhor Filme, por "Secrets & lies" (1996).
- Recebeu quatro nomeações ao BAFTA de Melhor Filme Britânico, por "Naked" (1993), "Secrets & lies" (1996), "Topsy-Turvy" (1999) e "Vera Drake" (2004). Venceu por "Secrets & lies".
- Recebeu duas nomeações ao BAFTA de Melhor Realizador, por "Secrets & lies" (1996) e "Vera Drake" (2004). Venceu por "Vera Drake".
- Recebeu duas nomeações ao BAFTA de Melhor Argumento Original, por "Secrets & lies" (1996) e "Topsy-Turvy" (1999). Venceu por "Secrets & lies".
- Recebeu 2 indicações ao BAFTA de Melhor Curta-metragem, por "The Short and Curlies" (1987) e "A Sense of History" (1992).
- Recebeu uma nomeação ao César de Melhor Filme Estrangeiro, por "Secrets & lies" (1996).
- Ganhou o Goya de Melhor Filme Europeu, por "Secrets & lies" (1996).
- Recebeu cinco nomeações ao Independent Spirit Awards de Melhor Filme Estrangeiro, por "High Hopes" (1988), "Life is Sweet" (1990), "Naked" (1993), "Secrets & lies" (1996) e "Topsy-Turvy" (1999). Venceu por "Secrets & lies".
- Recebeu uma nomeação ao European Film Awards de Melhor Filme, por "Secrets & lies" (1996).
- Recebeu uma nomeação ao European Film Awards de Melhor Realizador, por "All or nothing" (2002).
- Recebeu uma nomeação ao European Film Awards de Melhor Realizador – Voto Popular, por "All or nothing" (2002).
- Ganhou o Prémio Bodil de Melhor Filme Europeu, por "Life is Sweet" (1990).
- Ganhou a Palma de Ouro no Festival de Cannes, por "Secrets & lies" (1996).
- Ganhou o Prémio Ecuménico do Júri no Festival de Cannes, por "Secrets & lies" (1996).
- Ganhou o Prémio de Melhor Realizador no Festival de Cannes, por "Naked" (1993).
- Ganhou o Leão de Ouro no Festival de Veneza, por "Vera Drake" (2004).
- Ganhou o Prémio FIPRESCI no Festival de Veneza, por "High Hopes" (1988).
- Ganhou o Leopardo de Ouro no Festival de Locarno, por "Bleak Moments" (1971).